# Gowmelān
Gowmelān (persiska: گومليان, گُمِليَن, گوملان, Gowmelīān, كُمليان, گُومِليان, گومِيَن) är en ort i Iran.   Den ligger i provinsen Västazarbaijan, i den nordvästra delen av landet, 500 km väster om huvudstaden Teheran. Gowmelān ligger 1 564 meter över havet och antalet invånare är 141.
Terrängen runt Gowmelān är huvudsakligen kuperad. Gowmelān ligger nere i en dal. Runt Gowmelān är det ganska tätbefolkat, med 60 invånare per kvadratkilometer. Närmaste större samhälle är Deh Bekr, 16,7 km norr om Gowmelān. Trakten runt Gowmelān består i huvudsak av gräsmarker.